# Tour ivoirien de la paix
Le Tour ivoirien de la paix est une course cycliste organisée en Côte d'Ivoire. La première édition a eu lieu en 2008 pour créer de nouvelles courses en Afrique et mondialiser le cyclisme sur ce continent. Le départ et l'arrivée ont lieu dans la capitale économique de la Côte d'Ivoire : Abidjan,,,.

## Palmarès
| Année | Vainqueur         | Deuxième         | Troisième        |
| ----- | ----------------- | ---------------- | ---------------- |
| 1953  | Jean Gainche      |                  |                  |
| 1954  | Jean Gainche      |                  |                  |
| 1957  | Raphaël Géminiani |                  |                  |
| 1959  | Jean Gainche      |                  |                  |
| 1961  | Joseph Kono       |                  |                  |
| 1962  | Joseph Kono       |                  |                  |
| 1963  | Ange Roussel      |                  |                  |
| 1964  | Oscar Michel      |                  |                  |
| 1971  | Messaoud Drareni  |                  |                  |
| 2008  | Rony Martias      | Sébastien Turgot | Jean-Marc Marino |